# The Voyage of Mael Duin's Curragh
The Voyage of Mael Duin's Curragh è un romanzo fantasy di Patricia Aakhus del 1990, il suo primo pubblicato. La trama si basa sull'antica leggenda irlandese del Máel Dúin e racconta di un ragazzo adottato da una vedova che accidentalmente conosce i propri genitori. Il romanzo ebbe un significativo successo al suo rilascio inclusa una recensione dal New York Times il 28 gennaio 1990.